# Лакрос (Вашингтон)
Лакрос (енгл. LaCrosse) град је у америчкој савезној држави Вашингтон. По попису становништва из 2010. у њему је живело 313 становника.

## Демографија
Према попису становништва из 2010. у граду је живело 313 становника, што је 67 (17,6%) становника мање него 2000. године.
| Група             | 2000.       | 2010.       |
| Белци             | 355 (93,4%) | 299 (95,5%) |
| Афроамериканци    | 0 (0,0%)    | 1 (0,3%)    |
| Азијати           | 1 (0,3%)    | 1 (0,3%)    |
| Хиспаноамериканци | 2 (0,5%)    | 1 (0,3%)    |
| Укупно            | 380         | 313         |